# Exposición de Jamaica

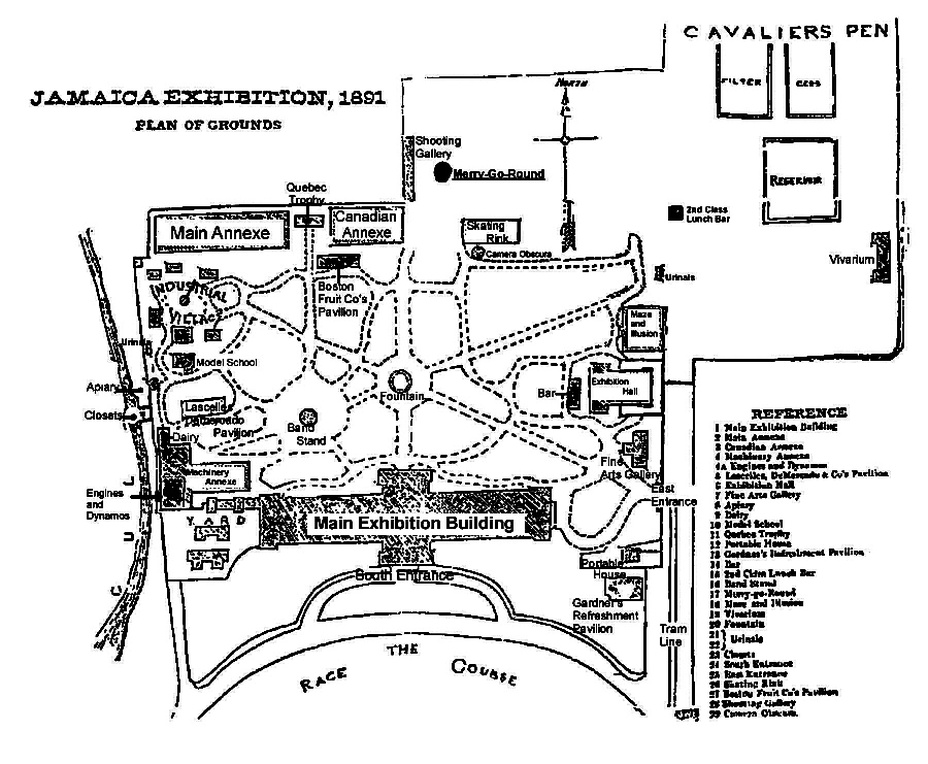
Plan de la exposición.

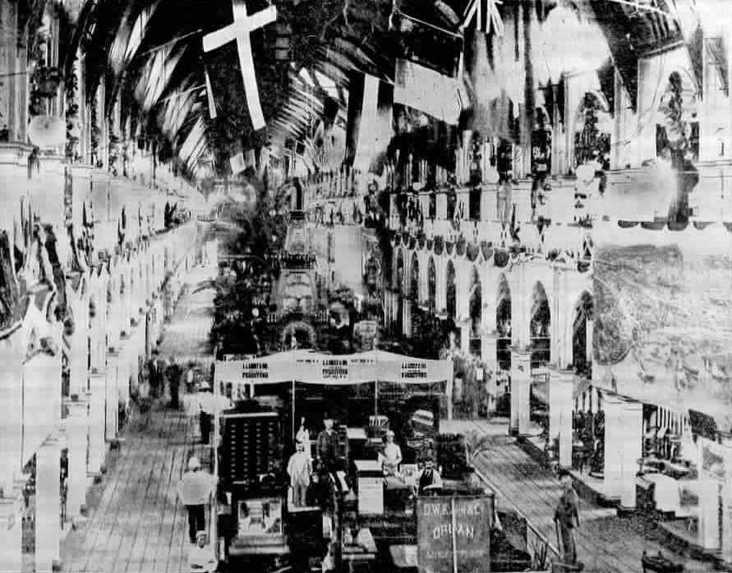
Interior de la exposición.

La Exposición Internacional de Jamaica se celebró en Kingston, Jamaica, del 27 de enero de 1891 al 2 de mayo de 1891. Se inspiró en la Gran Exposición de Londres de 1851 y fue idea de Augustus Constantine Sinclair, quien dirigía la Imprenta del Gobierno en Jamaica. 

## Antecedentes
En la década de 1880, la economía de Jamaica estaba en declive. Las exportaciones de azúcar fueron solo una cuarta parte de lo que habían sido a principios de siglo, y el negocio de exportación de banano aún iniciaba. Había una gran necesidad de promover productos jamaicanos en el mundo y atraer inversiones a la isla.
La idea de realizar una exposición internacional para promover la industria jamaicana similar a la Gran Exposición de 1851 en Londres se atribuye generalmente a Augustus Constantine Sinclair, el jefe de la Oficina de la Imprenta del Gobierno en Jamaica, con el posterior apoyo de William Fawcett, el director de jardines y presidente de la Instituto de Jamaica. Durante muchos años, no pudieron obtener suficiente apoyo para el proyecto, pero en 1889 Sir Henry Blake llegó como el nuevo gobernador de Jamaica y le dio su bendición a la idea.

## La exposición
La exposición fue financiada por una subvención de £ 1,000 del gobierno británico y por préstamos del gobierno de Jamaica que fueron garantizados por los locales en caso de que la exhibición fallara. Louis Verley, George Stiebel y el coronel Charles Ward,  garantizaron aproximadamente la mitad del costo.
La exposición se inauguró el 27 de enero de 1891.
Se produjo una medalla especial para el evento, que mostraba a la Reina Victoria por un lado y la sala de exposiciones por el otro. Las versiones fueron acuñadas en latón plateado y oro.
La exposición se cerró el 2 de mayo de 1891 después de recibir 302,831 visitantes. A pesar de los altos niveles de asistencia, la exposición tuvo una pérdida, lo que resultó en que aquellos que habían dado garantías debían proporcionar casi £ 30,000 para compensar el déficit.